# Kode57
Pour les articles homonymes, voir Kode et 57.
 (février 2023).
La Kode57 est un concept car supercar GT spider du designer japonais Kiyoyuki Okuyama, présentée en 2016 au Pebble Beach Concours d'Elegance en Californie, et produite à 5 exemplaires,.

## Historique

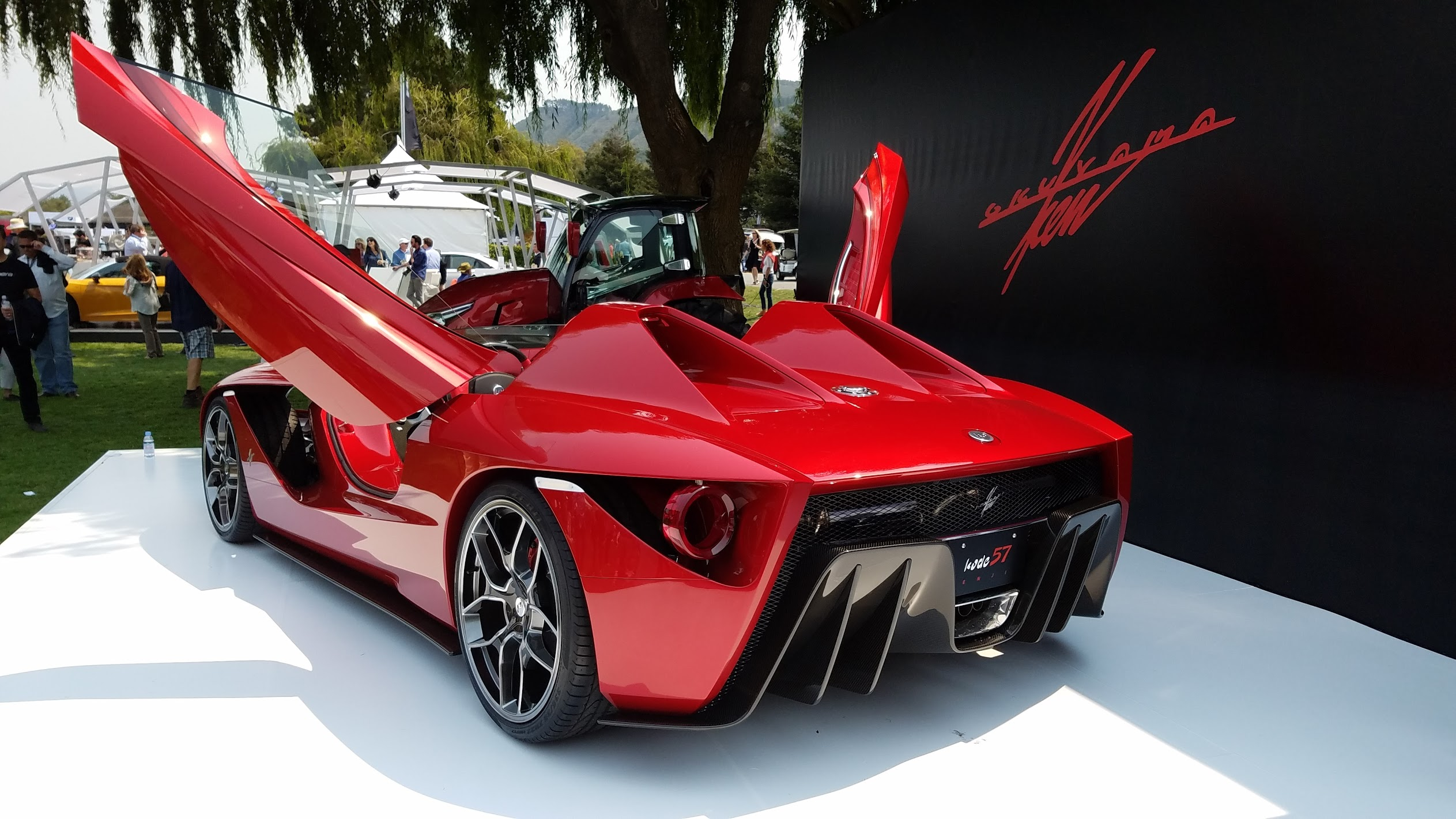

Kiyoyuki Okuyama devient designer à son compte en 2006, dans sa ville natale de Yamagata au Japon, après avoir travaillé entre autres pour Honda, Porsche, General Motors, et avoir été un des chefs-designers emblématiques de Pininfarina, pour qui il a créé en particulier les Honda NSX (1990), Porsche Boxster (1996), Porsche 996 (1997), Chevrolet Corvette C5 (1997), Ferrari Rossa (2000), Ferrari Enzo Ferrari (2002), Maserati Quattroporte V (2003), Ferrari 612 Scaglietti (2004), Maserati Birdcage75th (2005), Ferrari P4/5 by Pininfarina (2006), et Ferrari 599 GTB Fiorano (2006),,…

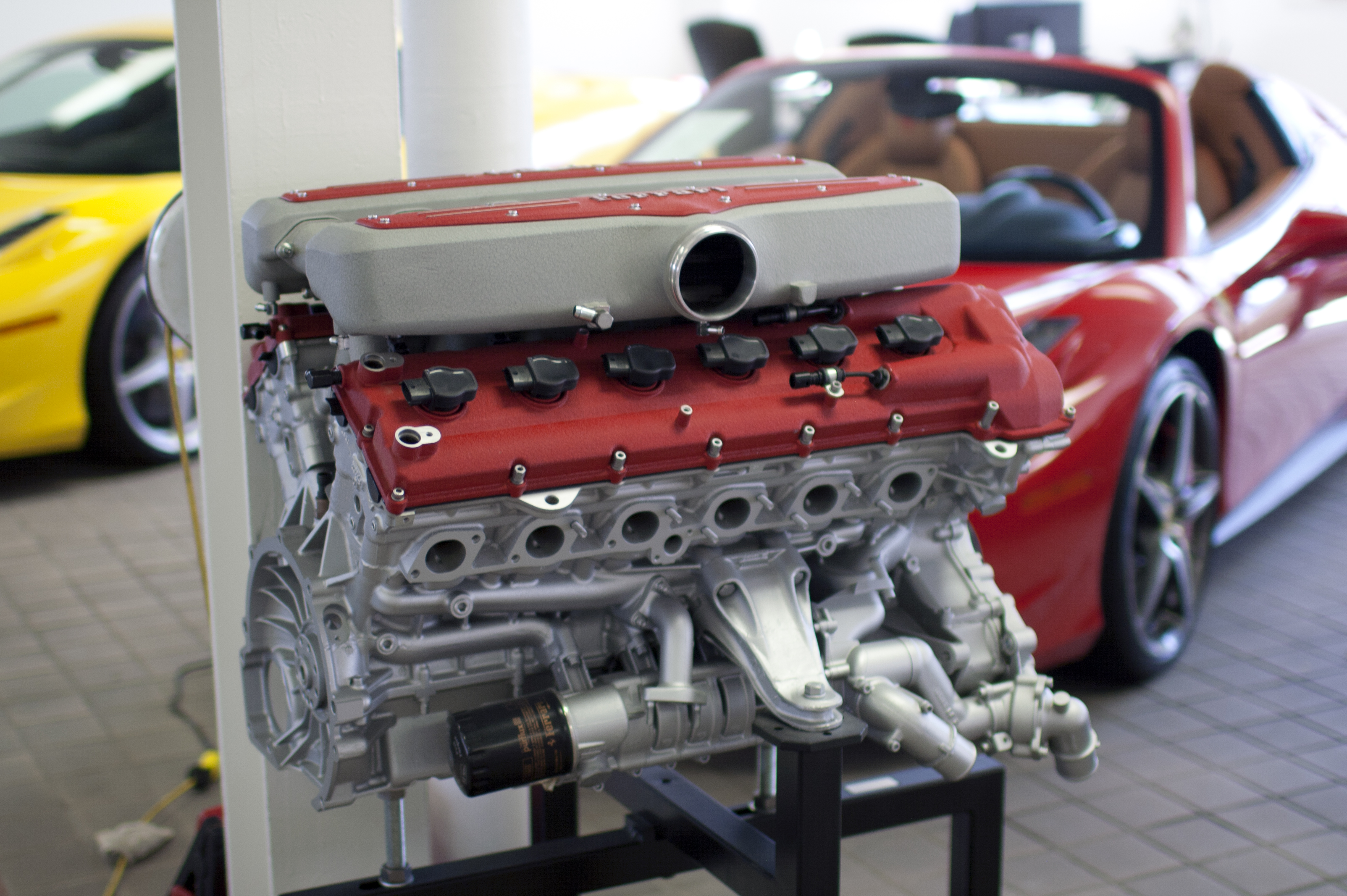
Moteur V12 F140 Ferrari-Maserati.

Il conçoit alors ce concept car supercar GT spyder, sur la base d'un châssis-moteur de sa précédente Ferrari 599 GTB Fiorano (2006),, avec une carrosserie en fibre de carbone Rosso Corsa, inspirée de ses précédentes Ferrari Rossa (2000) et Ferrari Enzo Ferrari (2002), avec portes à ouverture en élytre, sièges baquets, et air conditionné,…
Le moteur V12 F140 Ferrari-Maserati de 700 ch de Ferrari 599 et les suspensions ajustables ont été revus par le préparateur allemand Novitec Rosso,,.
« 57 » fait référence à la mythique Ferrari 250 Testa Rossa Pininfarina de 1957, à qui ce concept-car rend hommage. Elle est produite artisanalement à 5 exemplaires à Yamagata au Japon, par la marque Kode (Kiyoyuki Okuyama Design), au tarif de 2,5 millions de $. 